# 2003년 뉴욕 영화 비평가 협회상
제69회 뉴욕 영화 비평가 협회상은 2003년 12월 15일에 열린 시상식이다.

## 수상 및 후보

### 작품상
- 반지의 제왕 3 - 왕의 귀환

### 감독상
- 사랑도 통역이 되나요? - 소피아 코폴라 수상

### 각본상
- 시크릿 라이브즈 오브 덴티스츠 - 크레그 루카스 수상

### 여우주연상
- 아메리칸 스플렌더 - 홉 데이비스 수상
- 시크릿 라이브즈 오브 덴티스츠 - 홉 데이비스 수상

### 남우주연상
- 사랑도 통역이 되나요? - 빌 머레이 수상

### 여우조연상
- 모래와 안개의 집 - 쇼레 아그다쉬루 수상

### 남우조연상
- 마이티 윈드 - 유진 레비 수상

### 촬영상
- 엘리펀트 - 해리스 사비데즈 수상
- 게리 - 해리스 사비데즈 수상

### 애니메이션상
- 벨빌의 세 쌍둥이

### 다큐멘터리상
- 프리드먼가 사람들 포착하기

### 외국영화상
- 시티 오브 갓

### 신인작품상
- 아메리칸 스플렌더